# Portia hoggi
Portia hoggi là một loài nhện trong họ Salticidae.
Loài này thuộc chi Portia. Portia hoggi được Marek Żabka miêu tả năm 1985.